# Laura van Baars
Laura Ter Haseborg-van Baars (1980) is een Nederlandse onderzoeksjournaliste. 
Na het gemeentelijk gymnasium in Hilversum studeerde Laura van Baars Rechten en Engelse Letterkunde aan de Universiteit van Amsterdam. In 2007 volgde zij de Postacademische Dagbladopleiding Journalistiek aan de Erasmus Universiteit in Rotterdam. Nadat ze enige tijd had gewerkt als juridisch adviseur sociale diensten en als griffier-stagiaire bij het gerechtshof Amsterdam werd zij in 2006 verslaggever bij het NRC Handelsblad en nrc.next. Als redacteur schrijft zij over pensioenen, ouderenparticipatie, vergrijzing, vrouwenparticipatie en arbeidsrecht.Vanaf 2007 werkte zij voor Trouw als redacteur van De Verdieping en op de afdeling sociale economie. In 2017 werd zij redacteur Boeken, Letter & Geest, en vanaf 2020 redacteur Onderwijs en Opvoeding. Sinds juni 2023 is zij chef van de Opinieredactie van Trouw.

## Erkenning
Samen met Cees van der Laan, Wilma van Meteren en Onno Havermans won Van Baars in 2009 De Tegel in de categorie 'Achtergrond' voor Krimpen in gezamenlijkheid. De serie programma’s beschreef naast de problemen van de leegloop van het platteland ook de kansen die bestuurders en ondernemers zagen om het ontstaan van spookdorpen te voorkomen.

## Prijzen
- De Tegel (2009)